# Roissard
Roissard település Franciaországban, Isère megyében. Lakosainak száma 320 fő (2022. január 1.). Roissard Saint-Martin-de-Clelles, Saint-Michel-les-Portes, Saint-Paul-lès-Monestier, Treffort, Gresse-en-Vercors, Lavars és Monestier-de-Clermont községekkel határos.

## Népesség
A település népessége az elmúlt években az alábbi módon változott:
| Lakosok száma | 136  | 141  | 199  | 217  | 279  | 298  | 306  | 316  | 316  | 320  |
|               | 1968 | 1982 | 1990 | 2006 | 2013 | 2015 | 2017 | 2019 | 2020 | 2022 |